# Апелляционный суд Фростатинга
Апелляцио́нный су́д Фроста́тинга (норв. Frostating lagmannsrett) — является одним из шести апелляционных судов в Норвегии, рассматривающим жалобы на приговоры по уголовным и гражданским делам городских и окружных судов, входящих в Центральный судебный округ. Располагается в Тронхейме.
Юрисдикция апелляционного суда распространяется на губернии Нур-Трёнделаг, Сёр-Трёнделаг и Мёре-ог-Ромсдал. Суд состоит из 19 судей и 11 административных сотрудника, включая администратора суда.
Помимо Тронхейма, дела также слушаются в Олесунне, Молде и Кристиансунне, где суд имеет свои представительства.
Апелляционный суд исторически связан с традиционным древнескандинавским народным собранием — Фростатингом, созданным в середине X века в качестве законодательного и судебного органа и действовавшим на территории земель Центральной части Норвегии.
Решение апелляционного суда может быть обжаловано в Верховный суд Норвегии только в том случае, если его специальный проверочный апелляционный комитет в составе из 3 судей сочтёт допустимым такое обжалование.